# Мучковский, Юзеф
Юзеф Мучковский (пол. Józef Muczkowski; 17 марта 1795, село Машко — 31 июля 1858, Краков) — австрийский польский филолог и литературовед, солдат армии Наполеона I, профессор Ягеллонского университета, автор многочисленных научных трудов и учебников.
Родился в Машках (ныне в составе Люблина), был сыном крестьянина Марцина Мушка и Катаржины из семьи Дреланк. В Люблине окончил среднюю школу. До 1817 года изучал в Ягеллонском университете философию и филологию. На период 1813—1815 годов прервал учёбу, вступив добровольцем в полк гвардии уланов Наполеона I. Участвовал в 1813 и 1814 годах в боях на территории Германии и Франции в звании подпоручика. В 1817 году стал адъюнктом в Ягеллонской библиотеке, а в 1819 году был назначен в гимназию Святой Марии Магдалины на должность преподавателя, в котором до 1829 года преподавал греческий, латинский и польский языки. Одновременно занимался научными исследованиями. В Великом княжестве Познанском стремился популяризировать поэзию Адама Мицкевича и издал там его произведения в пяти томах. Также путешествовал с Т. Дзялинским по Дании и Швеции. В 1829 году был отстранён от должности преподавателя как неугодный человек для прусских властей, после чего вернулся в Краков, где преподавал в лицее св. Анны. В 1834 году был назначен куратором Ягеллонской библиотеки, а в 1837 году стал её директором. В том же году был избран ординарным профессором библиографии Ягеллонского университета. Был женат, в браке имел шестерых детей, из которых до зрелого возраста дожили только дочь и двое сыновей. Скончался в Кракове, был похоронен на Раковицком кладбище в этом же городе, в фамильном склепе в 1-м квартале кладбища.
В период жизни в Познани занимался исследованиями Библии и польского языка, в период жизни в Кракове опубликовал несколько десятков работ, в основном из истории польской литературы и культуры. Главные труды: «Powiesci Starego i Nowego Testamentu» (Познань, 1831), «Gramatyka języka polskiego» (Познань, 1825; Санкт-Петербург, 1860), «Poezyje sępa Szarzynskiego» (Познань, 1827); обширный, снабжённый примечаниями труд «Zbior najrzadszych i najcelnieszych rytmotwórców XVI i XVII w.»; «Jozefa Jędrzeja Załuskiego biblijoteka historyków, prawników i politików polskich» (1832), «Wiadomośći o rękopisach Długosza etc.» (1851), «Dwie Kaplice jagielońskie» (1859), обширную историю Краковского университета и так далее.
Его брат Антоний Мучковский (1807—1852) был профессором Римско-католической академии в Варшаве и издал труд «Kodeks dyplomatyczny polski» (Варшава, 1847—1859). Известен также его сын Стефан Мучковский (1832—1895), юрист, нотариус, на протяжении многих лет государственный советник и вице-президент Кракова в 1881—1884 годах.